# Martyre de saint Pierre

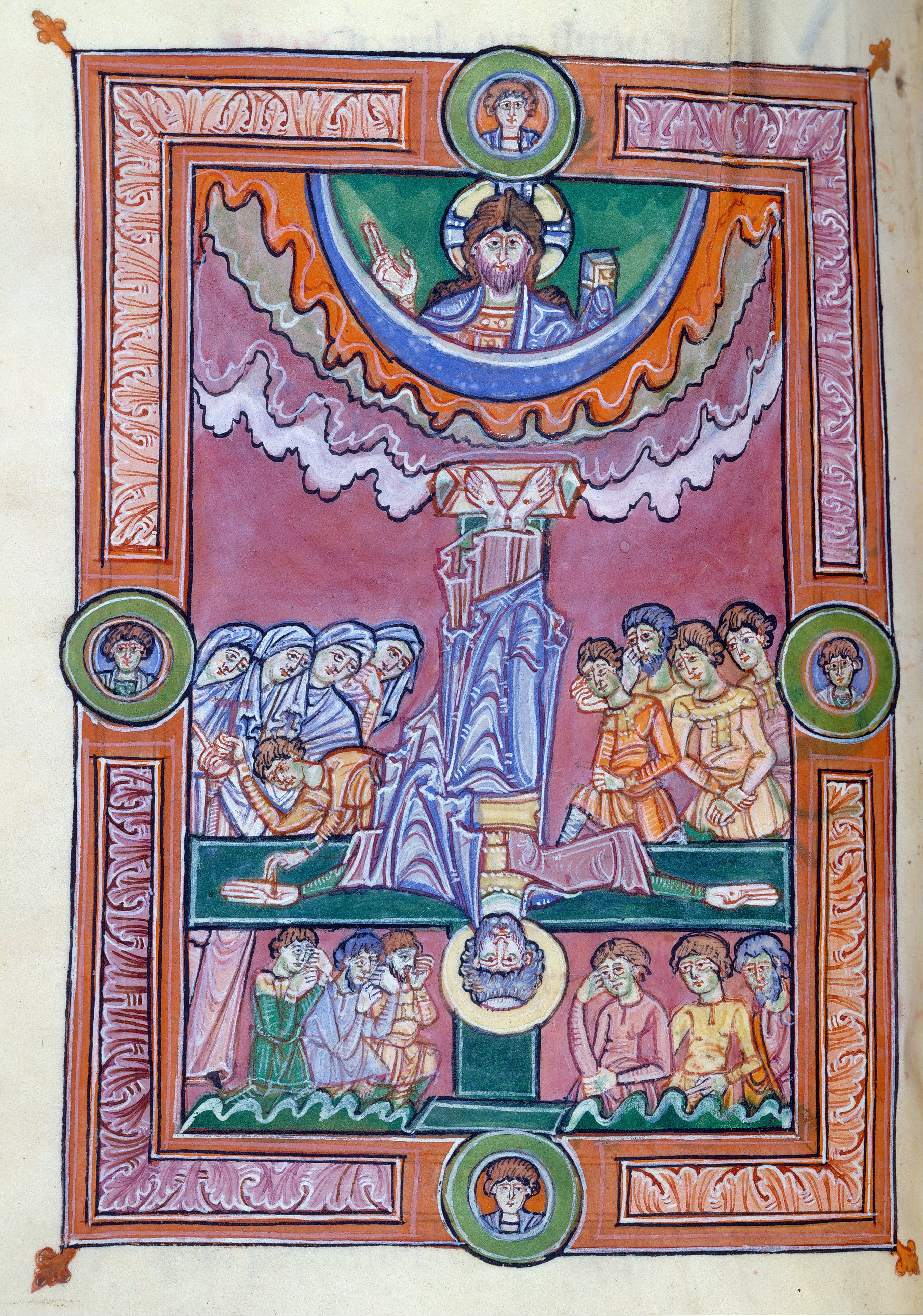
Crucifixion de saint Pierre à l'abbaye du Mont-Saint-Michel.

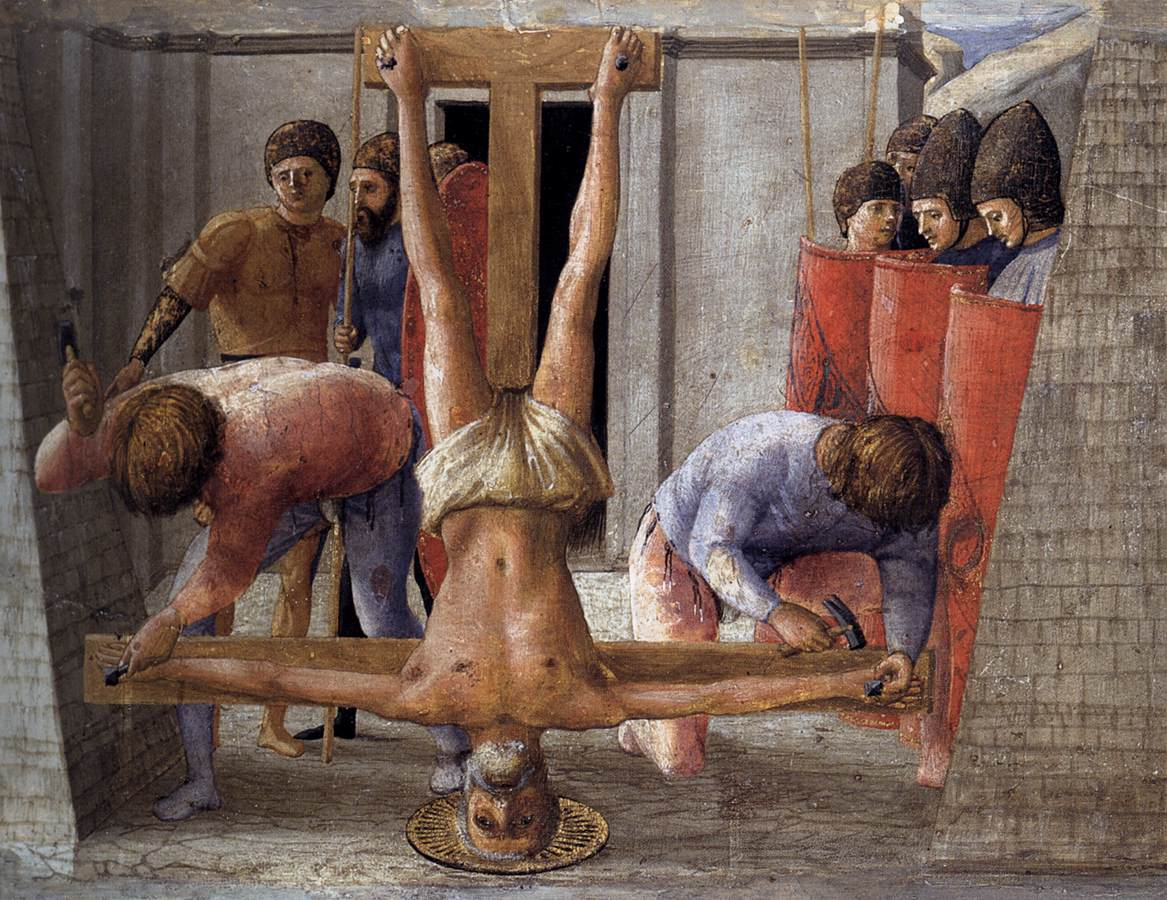
Détail du polyptyque de Pise, par Masaccio.

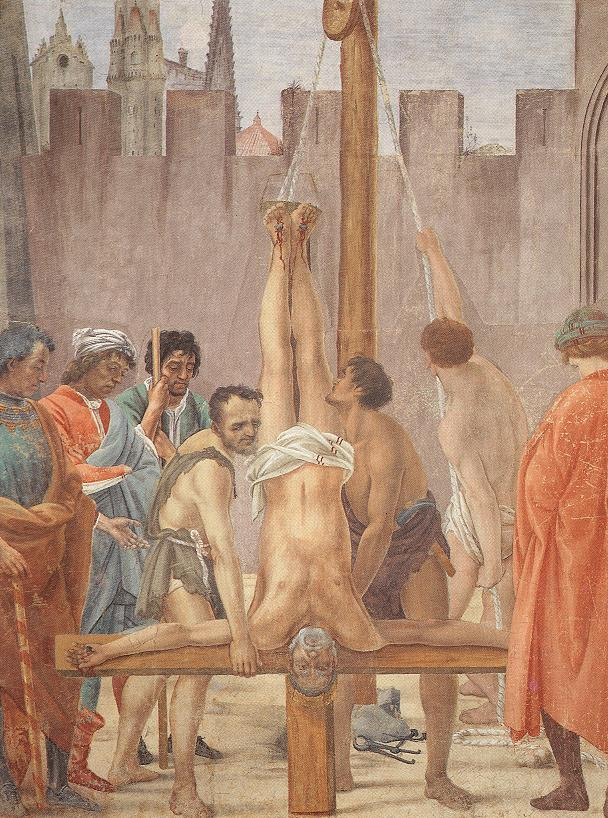
Détail d'une fresque de Masaccio, chapelle Brancacci, Florence.

Le martyre de saint Pierre (ou crucifiement de saint Pierre) est un épisode de la vie de l'apôtre Pierre, celui de sa mort par crucifiement, et qu'il a demandé à subir la tête en bas, par humilité. 
Les officiers de Néron l'ayant arrêté pour prêche après avoir confondu Simon le Magicien, il fut mené devant le préfet Agrippa, qui le condamna à mort, en étant crucifié car il était étranger (Paul qui l'accompagnait eut la tête tranchée car il était citoyen romain).

## Iconographie
L'iconographie chrétienne, qui sert de référence aux peintres pour ce tableau, est tirée des Actes de Pierre, un texte apocryphe, repris dans La Légende dorée de Jacques de Voragine.
La scène, faisant partie des épisodes de la Vie de saint Pierre, apparaît dans des ensembles polyptyques ou de fresques (de Masaccio dans la chapelle Brancacci de l'église Santa Maria del Carmine de Florence, et à Pise).

## Peintres du thème
- Michel-Ange : Martyre de saint Pierre  dans la chapelle Paolina du Vatican
- Le Caravage : Le Crucifiement de saint Pierre
- Mattia Preti :  Le Martyre de saint Pierre
- Luca Giordano
- Francisco de Zurbaran
- Guido Reni
- Pierre Subleyras
- Sébastien Bourdon